# Artoria gloriosa
Espèce
Synonymes
- Lycosa gloriosa Rainbow, 1920

Artoria gloriosa est une espèce d'araignées aranéomorphes de la famille des Lycosidae.

## Distribution
Cette espèce est endémique de l'île Lord Howe à l'Est de l'Australie.

## Description
Les mâles mesurent de 3,75 à 9,15 mm et les femelles de 4,5 à 12,15 mm.

## Publication originale
- Rainbow, 1920 : Arachnida from Lord Howe and Norfolk Islands. Records of the South Australian Museum, vol. 1, p. 229-272 (texte intégral).